# Jezarotes apicalis
Jezarotes apicalis là một loài tò vò trong họ Ichneumonidae.